# Augustus Hooper
Augustus Frederick Garland Hooper, född 1815, död 30 december 1866, var köpman, trävaruhandlare och politiker i Västra Kanada.
Han föddes i Devonshire i Storbritannien 1815 och kom med sin familj till Quebec 1819. 1843 flyttade han till Newburgh och grundade tillsammans med sin bror Douglas firman A & D Hooper. 1861 valdes han till ledamot av det sjunde parlamentet i provinsen Kanada som representant för Lennox och Addington County. Han hade varit borgmästare (reeve) i Camden och tjänade som warden i Lennox och Addington från 1866. Hooper avled detta år.